# Christl Ditfurth
Christina „Christl“ Ditfurth (* 15. April 1943 in Lebring, Steiermark) ist eine ehemalige österreichische Skirennläuferin. Sie war in den 1960er-Jahren aktiv und erzielte mehrere Siege bei internationalen Rennen.
Sie stammt aus dem deutschen Adelsgeschlecht Ditfurth und wuchs in Tenneck im Land Salzburg auf, als 16-Jährige zog sie mit ihrer Familie nach Wien. Nach einigen Erfolgen im Nachwuchsbereich, aber auch Verletzungen (Bruch des linken Unterschenkels und rechten Knöchels im April 1958), erzielte sie 1961 ihre ersten Erfolge in internationalen FIS-Rennen: Sie gewann den Abfahrtslauf der Coppa Femina in Abetone und erzielte mit einem sechsten Platz im Slalom noch Rang drei in der Kombination. Zudem wurde sie Siebente in der Abfahrt des bekannten Arlberg-Kandahar-Rennens. Ditfurth wurde in den Nationalkader des Österreichischen Skiverbandes (ÖSV) aufgenommen, kam aber hauptsächlich bei schwächer besetzten A und B-Klasse-Rennen zum Einsatz. Ihren einzigen Podestplatz im Winter 1961/62 erzielte sie im Riesenslalom von Lienz, wo sie Zweite wurde. Ein Achillessehnenriss beendete die Saison. 1963/64 nochmaliger doppelter Beinbruch. Erst im Winter 1964/65 gelingen ihr die nächsten Siege: Kombinationssieg Coppa IV Gran Premio de Espana in Nuria, Spanien / Siegerin des Grossen Preis von Sizilien (Slalom, Riesenslalom und Kombination) / Siegerin der Argentinischen Meisterschaften (Slalom, Riesenslalom) in Bariloche, Argentinien. 1966/67 wurde sie Salzburger Landesmeisterin im Slalom und Kombination, gewann die Bronzemedaille im Slalom bei der Universiade in Sestriere / Italien, wurde Siegerin des Tiroler Frühjahrsskikriterium, Riesenslalom, Siegerin im Du Maurier Cup Slalom, Zweite in der Kombination, Whistler Mountain, Canada / Siegerin der Golden Rose, Slalom, in Timberline Lodge, Portland, Oregon, USA. Den letzten Sieg als Mitglied der Nationalmannschaft feierte sie 1967 im Slalom von Tux. Bevor sie ihre Karriere beendete, fuhr sie noch 1968 in der Universiade von Innsbruck : Silbermedaille in Abfahrt, Bronzemedaille in Slalom und Kombination / Siegerin der Schweizer Hochschulmeisterschaften in Slalom, Riesenslalom und Kombination und wurde Betreuerin der Damen Olympiamannschaft 1968 Grenoble, Frankreich.
Ditfurth absolvierte die Ausbildung zur staatlich geprüften Skilehrerin und zog 1968 nach Australien, wo sie als Skilehrerin arbeitete und an einigen Profirennen teilnahm. Ditfurth, die neben Deutsch auch Englisch, Französisch, Spanisch und Japanisch spricht, war viele Jahre als Marketing-Direktorin des Skibindungsherstellers Tyrolia für Japan und Australien tätig. Ebenso arbeitete sie als Sportjournalistin, unter anderem für die japanische Tageszeitung Mainichi Shimbun.